# George Sidney (acteur)
Pour les articles homonymes, voir Sidney et George Sidney.

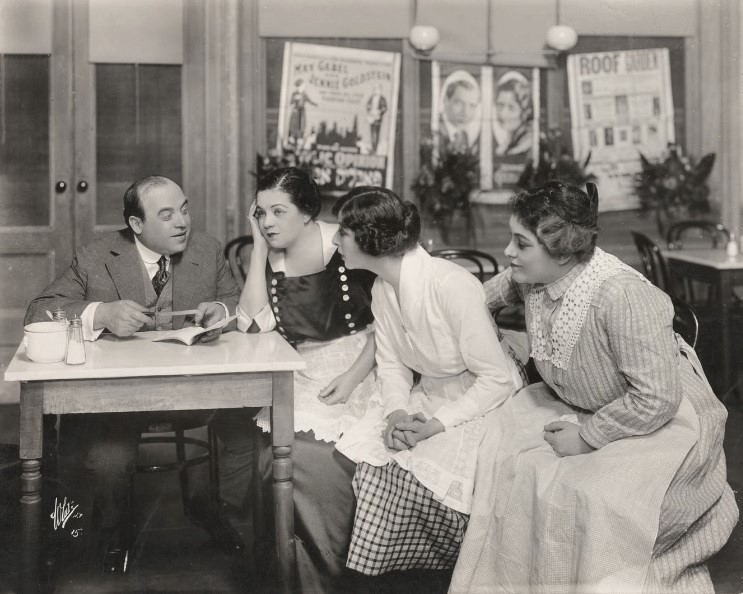
George Sidney, May Boley, Fanny Brice et Vera Gordon (de g. à d.), dans la pièce Why Worry? (1918)

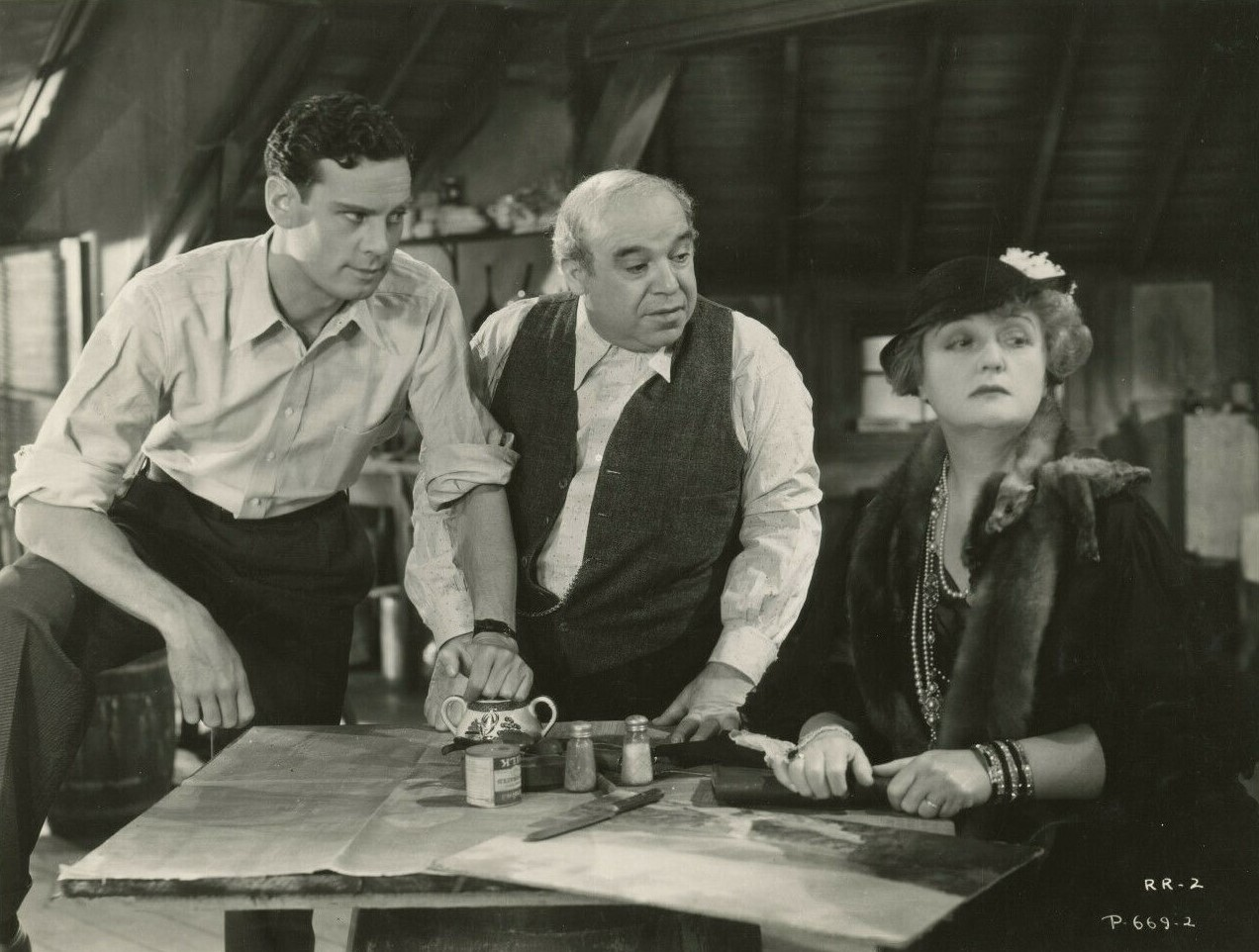
Norman Foster, George Sidney et Laura Hope Crews (de g. à d.), dans Idylle sous les toits (1933)

Samuel « Sammy » Greenfield, né le 18 mars 1877 en Autriche-Hongrie et mort le 29 avril 1945 à Los Angeles (Californie), est un acteur américain d'origine hongroise, connu sous le nom de scène de George Sidney.

## Biographie
Issu d'une famille d'origine hongroise immigrée aux États-Unis, il est le demi-frère du directeur de théâtre Louis K. Sidney, père du réalisateur George Sidney (1916-2002), et donc l'oncle de ce dernier. Il choisit comme nom de scène en début de carrière George Sidney (ainsi, il est parfois confondu dans les filmographies avec son illustre neveu).
Actif au théâtre dès 1900, entre autres dans le répertoire du vaudeville, il débute à Broadway (New York) dans la comédie musicale The Floor Walkers, représentée en 1900-1901 (il y tient le rôle vaudevillesque de Busy Izzy Mark qu'il reprendra souvent à la scène). Là, suivent deux autres comédies musicales et cinq pièces, dont Why Worry? de Montague Glass (en) et Jules Eckert Goodman (1918, avec Fanny Brice et Charles Trowbridge). Ses deux dernières pièces à Broaway sont jouées respectivement en 1923 puis 1938-1939.
Au cinéma, il contribue dès la période du muet à cinquante-deux films américains (dont vingt-et-un courts métrages) sortis entre 1915 et 1937. En particulier, il collabore à une série cinématographique de sept films, depuis The Cohens and Kellys (titre générique de la série) d'Harry A. Pollard (1926) jusqu'à Cohen et Kelly bootleggers (en) de George Stevens (1933), où il partage la vedette avec Charles Murray.
Mentionnons également Pour l'amour de Mike de Frank Capra (1927, avec Claudette Colbert et Ben Lyon), Chiffonnette de Sam Wood (1928, avec Norma Shearer et Ralph Forbes), Idylle sous les toits de William A. Seiter (1933, avec Ginger Rogers et Norman Foster), L'Ennemi public nº 1 de W. S. Van Dyke (1934, avec Clark Gable et William Powell), Diamond Jim d'A. Edward Sutherland (1935, avec Edward Arnold et Jean Arthur) et enfin, Un vieux gredin de J. Walter Ruben (son dernier film, 1937, avec Wallace Beery et Una Merkel).
George Sidney meurt en 1945, à 68 ans.

## Théâtre à Broadway (intégrale)
- 1900-1901 : The Floor Walkers, comédie musicale, musique, lyrics et livret d'Herbert Dillea : Busy Izzy Mark
- 1908 : Busy Izzy's Boodle, comédie musicale, musique et lyrics de William J. McKenna, livret de Frank Kennedy : Busy Izzy Mark
- 1914-1915 : The Show Shop de James Forbes : rôle non spécifié
- 1918 : Oh, Look!, comédie musicale, musique d'Harry Carroll, lyrics de Joseph McCarthy, livret de James Montgomery : Sidney Rosenthal
- 1918 : Why Worry? de Montague Glass (en) et Jules Eckert Goodman, mise en scène de George F. Marion : Felix Noblestone
- 1920-1921 : Welcome Stranger d'Aaron Hoffman : Isidor Solomon
- 1923 : Give and Take d'Aaron Hoffman : Albert Kruger
- 1938-1939 : Window Shopping de Louis E. Shecter et Norman Clark : Herman Garfield

## Filmographie partielle
- 1924 : In Hollywood with Potash and Perlmutter d'Alfred E. Green
- 1925 : L'Alouette au miroir (en) (Classified) d'Alfred Santell : Weinstein
- 1926 : The Cohens and Kellys de Harry A. Pollard : Jacob Cohen
- 1927 : Pour l'amour de Mike ou Leur gosse (For the Love of Mike) de Frank Capra : Abraham Katz
- 1927 : Tout feu, tout flamme (en) (The Life of Riley) de William Beaudine : le chef de la police Otto Meyer
- 1928 : Chiffonnette (The Latest from Paris) de Sam Wood : Sol Blogg
- 1928 : Flying Romeos de Mervyn LeRoy : Cohen
- 1929 : Cohen et Kelly aux bains de mer (The Cohens and Kellys in Atlantic City) de William James Craft
- 1930 : Around the Corner (en) de Bert Glennon : Kaplan
- 1931 : Les Bijoux volés (The Stolen Jools) de William C. McGann (court métrage) : le réceptionniste de l'hôtel
- 1932 : The Heart of New York (en) de Mervyn LeRoy : Mendel Marantz
- 1932 : High Pressure de Mervyn LeRoy
- 1933 : Idylle sous les toits (Rafter Romance) de William A. Seiter : Max Eckbaum
- 1933 : Cohen et Kelly bootleggers (en) (The Cohens and Kellys in Trouble) de George Stevens : Nathan Cohen
- 1934 : L'Ennemi public nº 1 (Manhattan Melodrama) de W. S. Van Dyke : Poppa Rosen
- 1935 : Diamond Jim d'A. Edward Sutherland : le prêteur sur gages
- 1937 : Un vieux gredin (The Good Old Soak) de J. Walter Ruben : Kennedy